# Schizenterospermum
Schizenterospermum  es un género con cuatro especies de plantas con flores perteneciente a la familia de las rubiáceas. 
Es nativo de Madagascar.

## Especies
- Schizenterospermum analamerense Arènes (1960).
- Schizenterospermum grevei Homolle ex Arènes (1960).
- Schizenterospermum majungense Homolle ex Arènes (1960).
- Schizenterospermum rotundifolium Homolle ex Arènes (1960).